# Nomada chrysopyga
Nomada chrysopyga är en biart som beskrevs av Morawitz 1871. Nomada chrysopyga ingår i släktet gökbin, och familjen långtungebin. Inga underarter finns listade i Catalogue of Life.